# 海外県・海外領土省
海外県・海外領土省（かいがいけん・かいがいりょうどしょう、フランス語: Ministère des Outre-mer）は、 フランスの省の一つ。フランスの海外県・海外領土の監督を担当している。

## 歴史
元々は海軍省の事務局であったが、1894年3月20日にジャン・カジミール＝ペリエ政権下で成立した法律により植民地省（フランス語: Ministère des Colonies）として正式に省化された。
1946年1月26日の政令で、現在の海外県・海外領土省に改称された。